# Leone Sguro
Leone Sguro (in greco Λέων Σγουρός?; ... – Acrocorinto, 1208) era un signore indipendente greco del Peloponneso nord-orientale all'inizio del XIII secolo. Discendente della nobile famiglia degli Sguro, succedette al padre come signore ereditario della regione di Nauplia. Approfittando dello sconvolgimento causato dalla Quarta crociata, si rese indipendente, uno dei numerosi governanti locali che apparvero in tutto l'Impero bizantino durante gli ultimi anni della dinastia degli Angeli. Espanse il suo dominio in Corinzia e nella Grecia centrale, sposando alla fine la figlia dell'ex imperatore bizantino Alessio III Angelo (regno 1195-1203). Le sue conquiste, tuttavia, furono di breve durata, poiché i crociati lo costrinsero a tornare nel Peloponneso. Bloccato nella sua roccaforte sull'Acrocorinto, si suicidò.

## Biografia

Mappa del Peloponneso tardo medievale.

### Ascesa al potere
Leone Sguro succedette al padre, Teodoro Sguro, nel 1198 circa, come governatore dell'area di Nauplia e dell'Argolide, uno dei distretti noti come oria, che raccoglievano le tasse e fornivano le navi per la marina bizantina. Verso il 1201/1202, quando una ribellione in Tessaglia e Macedonia guidata da Manuele Camytzes e Dobromir Chrysos isolò la Grecia meridionale da Costantinopoli, nel Peloponneso scoppiarono diverse rivolte: Leone Camareto si impadronì di Sparta, Monemvasia fu tormentata da violente contese tra le famiglie più importanti. Lo stesso Leone colse l'occasione per affermarsi come sovrano indipendente, conquistando le cittadelle di Argo e Corinto. La sua ostilità nei confronti della Chiesa, che a quel tempo era vista come "difensore dell'ordine tradizionale" secondo le parole di Michael Angold, era profonda: il vescovo di Nauplia fu imprigionato, mentre il vescovo di Corinto fu invitato a cena, accecato e ucciso gettato dalla rocca di Acrocorinto. In effetti, Sguro è generalmente presentato come un uomo violento: in una lettera, Michele Coniata, vescovo di Atene, racconta come Sguro abbia picchiato a morte un suo giovane parente che era stato consegnato come ostaggio, solo perché gli era caduto un bicchiere mentre aspettava al suo tavolo.
Il governo imperiale inviò il megaduca, Michele Strifno, per fronteggiarlo. Strifno trascorse l'inverno del 1201-1202 ad Atene, ma apparentemente non riuscì a controllare il potere di Sguro. Poco dopo, mentre il governo bizantino era impegnato nella quarta crociata, Sguro lanciò incursioni navali contro Atene, chiedendo l'aiuto dei pirati delle isole di Salamina ed Egina. Coniata si rivolse ai ministri dell'imperatore Teodoro Irenico e Costantino Tornicio, ma invano. Alla fine fu costretto a recarsi lui stesso a Costantinopoli in un altro infruttuoso tentativo di ottenere aiuti. Al suo ritorno trovò Atene isolata dalla capitale della provincia, Tebe, a causa dalle truppe di Sguro.
Nel 1203, mentre Costantinopoli era minacciata dalla Quarta Crociata e nonostante le suppliche di Michele Coniata, Sguro mosse contro Atene, sostenendo che gli abitanti della città ospitavano un latitante. I suoi uomini riuscirono a prendere la città ma gli abitanti, guidati da Coniata, continuarono a resistere dall'Acropoli nonostante un pesante bombardamento con macchine d'assedio. Sguro lasciò l'Acropoli sotto assedio e, dopo aver incendiato Atene, marciò in Beozia. Tebe fu presa d'assalto e Sguro si spostò in Tessaglia. Nei pressi di Larissa, incontrò Alessio III Angelo, che era fuggito dall'attacco dei crociati a Costantinopoli. In cambio dell'offerta di protezione al sovrano deposto, ricevette la mano della terza figlia di Alessio, Eudocia Angela (al suo terzo matrimonio), e il titolo di despota. Sguro era sulla buona strada per formare un proprio Stato indipendente nella Grecia meridionale, che aveva tutte le possibilità di diventare, secondo le parole del medievalista John Van Antwerp Fine, "un affare duraturo", fino all'arrivo dei crociati.

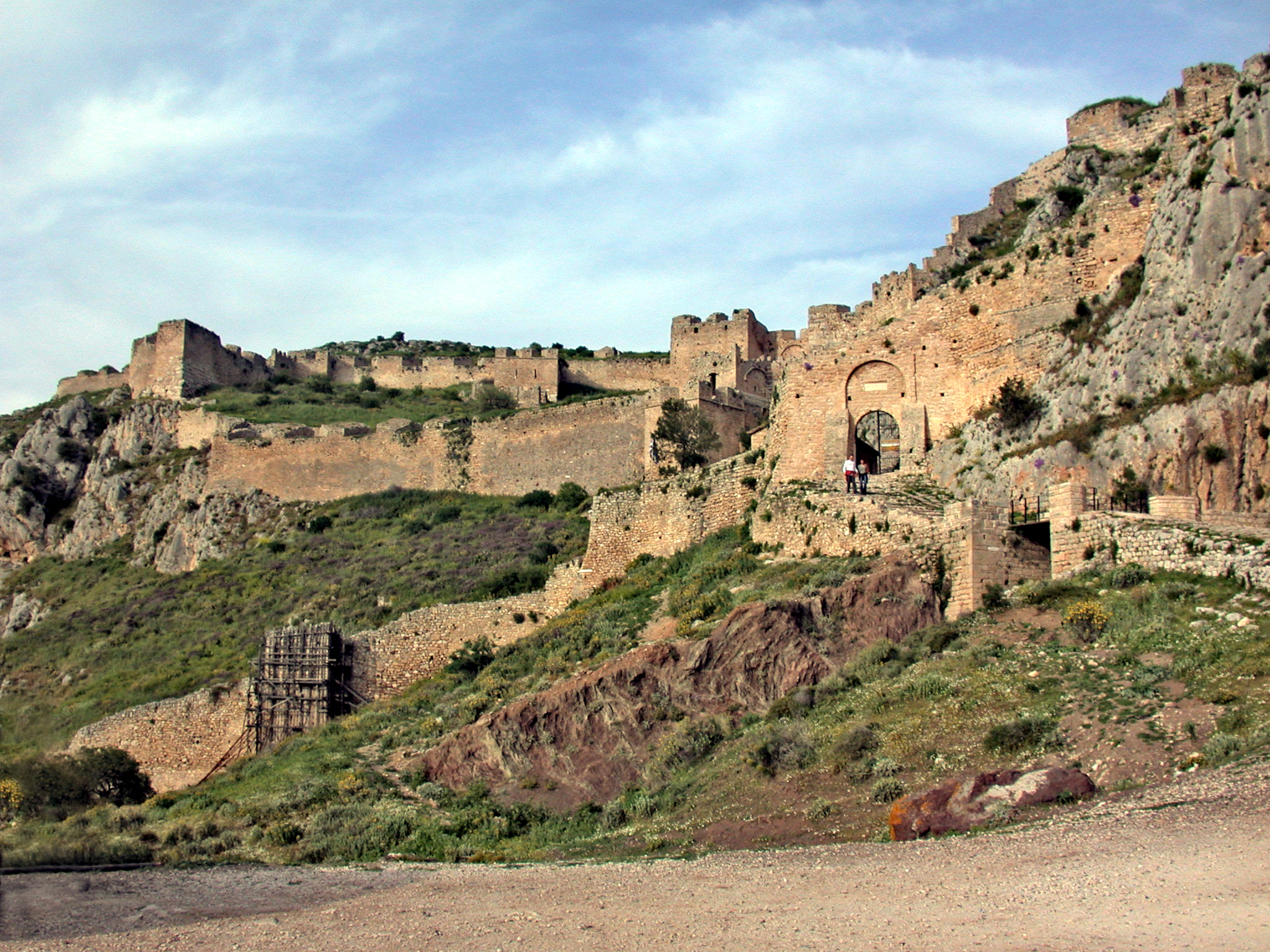
Le fortificazioni d'ingresso della cittadella di Acrocorinto.

### Sconfitta e morte
Nell'autunno del 1204, dopo la conquista di Costantinopoli, i crociati guidati da Bonifacio I di Monferrato marciarono in Tessaglia e si diressero a sud. Sguro si ritirò di fronte alla superiorità dell'esercito crociato. Inizialmente aveva pianificato resistere sul passo delle Termopili, ma alla fine si ritirò nel Peloponneso, stabilendo una difesa sull'Istmo di Corinto. L'esercito di Bonifacio conquistò la Beozia e l'Attica senza incontrare resistenza e alleggerì l'assedio di Atene, dove Coniata gli consegnò la città. Il primo assalto di Bonifacio alle difese di Sguro nell'Istmo fu respinto, ma il secondo sfondò ed entro la primavera del 1205 controllava la campagna del Peloponneso nord-orientale, mentre le città fortificate resistevano contro di lui. 
Sguro stesso si ritirò e fu bloccato nella sua roccaforte, la cittadella ben fortificata sull'Acrocorinto, in un assedio che sarebbe durato cinque anni. La resistenza di Sguro fu energica, con sortite che tormentarono gli assedianti. Per stringere l'assedio, i Franchi costruirono due fortezze, una sulla collina di Pendeskouphi e una ad est vicino alla cittadella. Secondo la leggenda, Sguro alla fine si disperò e nel 1208 si gettò dalle alte pareti rocciose con il suo cavallo. La resistenza fu portata avanti da un certo Teodoro, ma alla fine la cittadella cadde nel 1210, eliminando uno degli ultimi grandi centri di resistenza contro l'istituzione del Principato franco di Acaia.